# Rektusdiastase

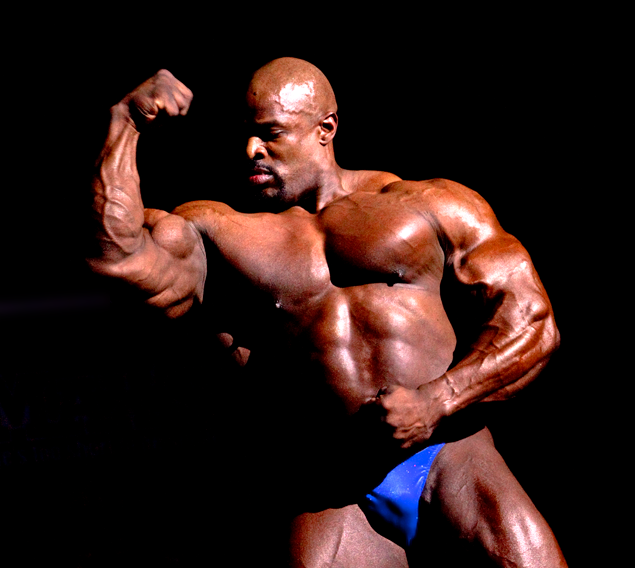
Bodybuilder Ronnie Coleman mit einer Rektusdiastase

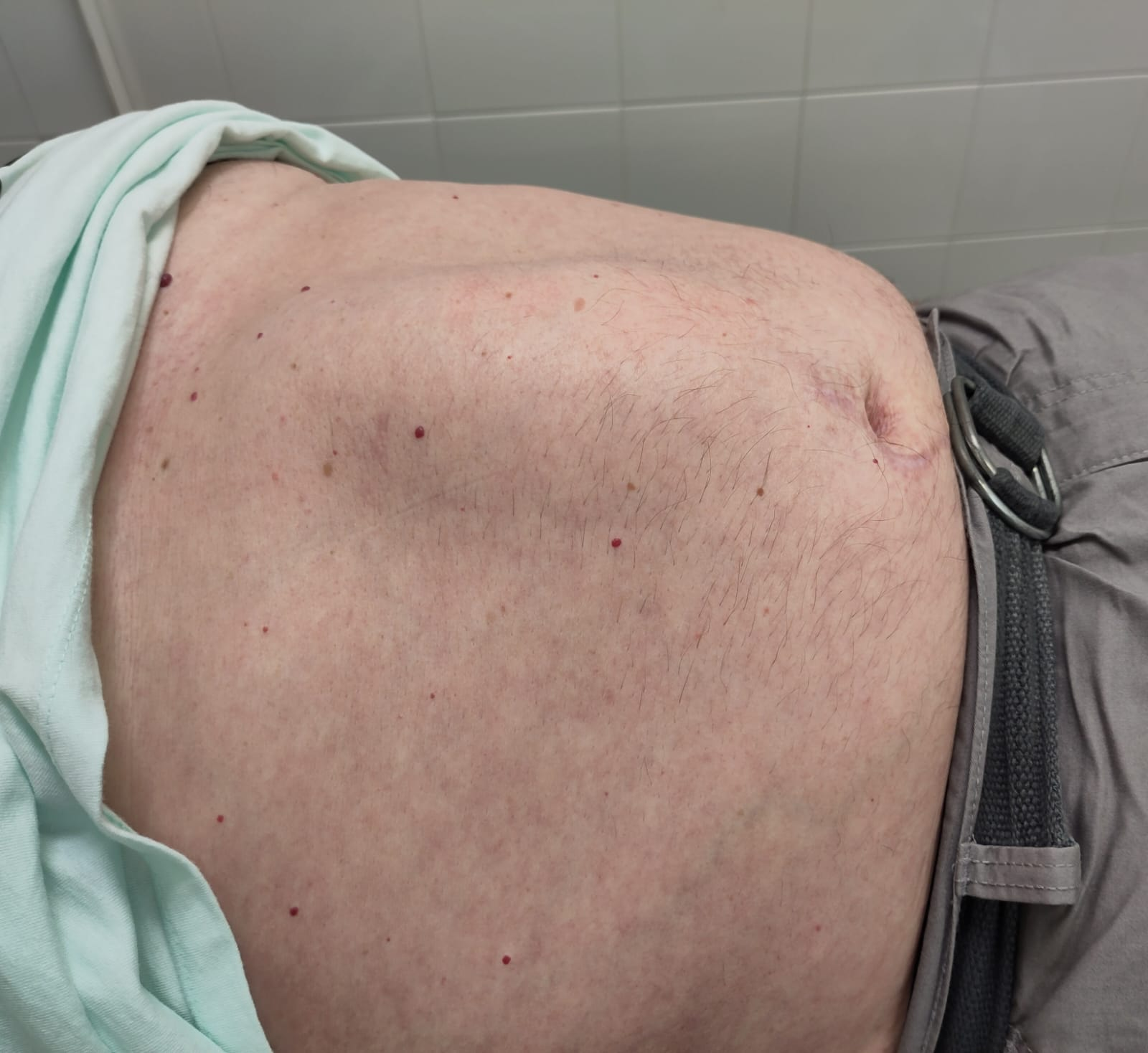

Eine Rektusdiastase bezeichnet die Trennung (altgr. διἀστασις diástasis „Zwischenraum“, „Trennung“) der geraden Bauchmuskeln (lat. Mm. recti abdominis). Das zwischen den beiden Muskelbäuchen verlaufende Bindegewebe (lat. Linea alba) wird gedehnt und dadurch dünner und schwächer. Derzeit gilt ein Auseinanderweichen der Rectibäuche von mehr als 2 cm aus medizinischer Sicht als pathologischer Befund. Im Idealfall sind die Muskelbäuche etwa 0,6 cm voneinander entfernt und durch die Linea alba in ihrer natürlichen schnurartigen Form miteinander verbunden.
Rektusdiastasen kommen vor allem bei Neugeborenen und schwangeren Frauen vor, können jedoch unabhängig von Alter und Gewicht sowohl bei Männern als auch bei Frauen auftreten. Die Trennung der Bauchmuskeln beeinflusst Gesundheit, Haltung, Aussehen und Selbstwahrnehmung der Betroffenen.

## Ausprägung
Eine Rektusdiastase ist meist zwischen 2 und 10 cm breit und zwischen 12 und 15 cm lang; im Extremfall ist aber auch eine Breite von bis zu 30 cm beobachtet worden. Der Spalt ist meist im Bereich des Nabels am stärksten ausgeprägt und steht dadurch im Zusammenhang mit Nabelhernien bei Säuglingen und Erwachsenen. Nicht selten jedoch kann eine Rektusdiastase vom Rippenbogen bis zum Schambein reichen und unterschiedliche Formen und Ausprägungen haben. Da die Linea alba (bis etwa 3 bis 5 cm unterhalb des Bauchnabels) im äußeren Blatt der Rektusscheide nicht mehr durch die Aponeurosen des Musculus transversus abdominis mitgebildet wird, kommt es oberhalb des Nabels häufiger und ausgeprägter zum Auftreten einer Rektusdiastase.

## Ursache
Im Neugeborenenalter ist eine Rektusdiastase physiologisch. Im Kindes- und Erwachsenenalter können folgende Ursachen zu einem Wiederaufteten einer Rektusdiasthase führen:
Dauerhafter oder wiederkehrender Druck auf das zwischen den Muskelbäuchen der geraden Bauchmuskeln verlaufende Bindegewebe kann zu einer Öffnung der im Kleinkindalter geschlossenen Muskellücke führen. Ursachen für die Dehnung des Gewebes können u. a. sein:
- chirurgische Eingriffe, bei denen das Bindegewebe des Bauches durchtrennt wird, z. B. Kaiserschnitt
- laparoskopische Eingriffe
- viszerales und subkutanes Bauchfett (Übergewicht)
- Sport, wie z. B. klassisches Training der Bauchmuskeln (Sit-ups, Crunches)
- alltägliche körperliche Anstrengungen, die intraabdominalen Druck verursachen, z. B. Husten, Niesen, Heben und Tragen von schweren Gegenständen, Verstopfung, chronischer Durchfall, "falsche" Atmung

Eine physiologische Rektusdiastase wird auch durch eine normale Schwangerschaft etwa ab dem 5. Schwangerschaftsmonat verursacht. Danach sollte sich die Spalte allmählich wieder zurückbilden, meist innerhalb weniger Monate nach der Geburt. In dieser Zeit sollte auf starke körperliche Belastung, insbesondere das Heben schwerer Lasten, verzichtet werden. Dennoch lässt sich ein Jahr nach der Geburt bei einem Drittel der Frauen eine Rektusdiastase feststellen. Die Anzahl der Schwangerschaften ist dabei ein wesentlicher Risikofaktor für die Ausbildung einer Rektusdiastase.

## Symptome
Die Muskulatur der Abdominalwand wird bei Vergrößerung der Rektusdiastase zunehmend insuffizient. Zum einen wird der Hebelarm der Mm. recti abdominis bei stärkerem Auseinanderweichen ungünstiger, zum anderen verliert die schräge laterale Bauchmuskulatur ihre notwendige Vorspannung. Durch die Insuffizienz der Bauchwand kommt es zu einer Verschlechterung der Bauchpresse, da der notwendige intraabdominale Druck nicht mehr aufgebaut werden kann. Die Rektusdiastase prädisponiert darüber hinaus zu Bauchwandbrüchen. Insbesondere nach chirurgischen Eingriffen im Bauch ist das Vorkommen von Narbenbrüchen erhöht.
Die gerade Bauchmuskulatur hat die Aufgabe, den Rücken und die Organe des Bauchraums zu schützen und zu stützen. Wenn die Bauchmuskeln getrennt sind, dann können sie diese Aufgabe nicht oder nur unzureichend erfüllen, was sich unter anderem durch folgende Symptome äußern kann:
- Hüft- und Rückenschmerzen sowie unbestimmte Schmerzen im Bereich des Oberbauchs oder Nabels
- Beckenbodenschwäche
- Mama- oder Bierbauch (deutliche Wölbung des Bauchs nach außen, vor allem nach Mahlzeiten)
- Bauchwandbrüche, wie Leisten-, Nabel- und Oberbauchbruch oder Narbenhernie
- höheres Risiko auf Wiederöffnung der Nähte nach einer Bauch-OP
- Magen- / Darmprobleme, wie z. B. Verstopfung, Völlegefühl, Sodbrennen (Reflux), Blähungen
- schlechte Körperhaltung
- stärkere Beschwerden in der Schwangerschaft
- erhöhtes Kaiserschnittrisiko
- hervorstehender Bauchnabel

## Diagnose
Die Rektusdiastase kann im Liegen ertastet werden. Dazu winkelt der auf den Rücken liegende Patient die Beine zu 90° an und hebt anschließend den Kopf, sodass das Kinn die Brust berührt. Es wird der Abstand zwischen den angespannten geraden Bauchmuskeln an verschiedenen Punkten entlang der Linea alba gemessen. Beim Heben des Oberkörpers stülpen sich zudem die Eingeweide nach vorn.
Auch im Stehen kann eine Vertiefung der Nabelregion erkennbar sein. Bei schlanken Personen wird eine Rektusdiastase bei der Bauchpresse als Vorwölbung des Bauches in diesem Bereich sichtbar.
Die Rektusdiastase muss von einem Bauchwandbruch unterschieden werden. Zur Diagnostik kommen neben der physischen Untersuchung vor allem die Sonographie, CT und MRT in Betracht.

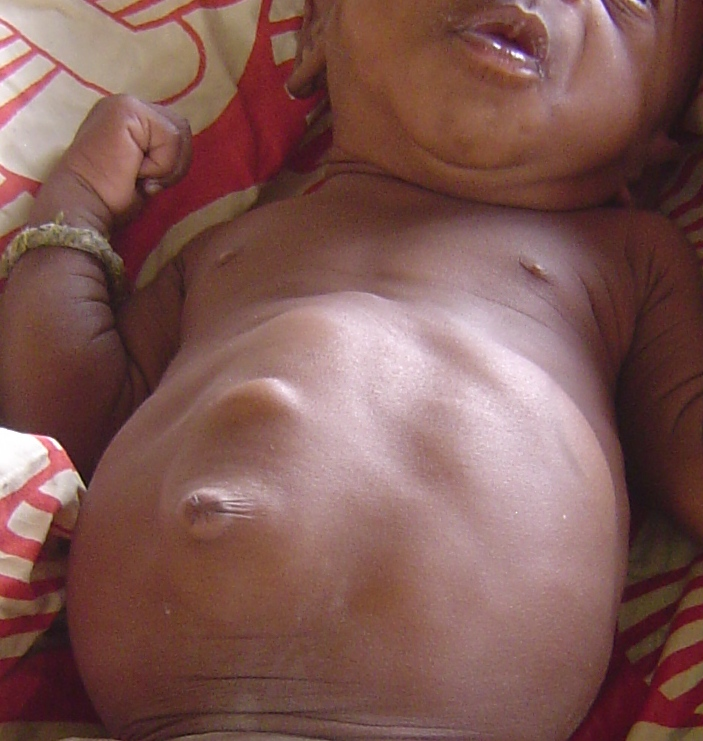
Rektusdiastase bei einem 3 Monate alten Säugling.

## Behandlung
Frauen mit einer schwangerschaftsbedingten Rektusdiastase werden nach der Entbindung in der Regel verschiedene körperliche Übungen empfohlen, um die Bauchmuskulatur zu stärken. In einer Studie konnten bestimmte Übungen den Abstand der geraden Bauchmuskeln nach der Entbindung verringern. Metaanalysen fanden jedoch keinen definitiven Beweis für die Effektivität spezifischer oder nicht spezifischer Trainingsprogramme zur Behandlung von Rektusdiastasen in postnatalen Frauen.
Eine Operationsindikation (zur „Raffung der Rektusscheide“) besteht bei fortdauernden Beschwerden, die durch die Erschlaffung der insuffizienten Abdominalmuskulatur hervorgerufen werden.